# Альберт, Карстен
Карстен Альберт (нем. Karsten Albert, 13 октября 1968, Фридрихрода, Тюрингия) — немецкий саночник, выступавший за сборную Германии с 1998 года по 2003-й. Участник двух зимних Олимпийских игр, серебряный призёр мирового первенства, чемпион Европы и двукратный вице-чемпион этих соревнований, многократный призёр национального первенства.

## Биография
Карстен Альберт родился 13 октября 1968 года в городе Фридрихрода, федеральная земля Тюрингия. Активно заниматься санным спортом начал в возрасте десяти лет, в 1998 году прошёл отбор в национальную сборную и стал принимать участие в различных международных стартах. Попав в состав основной немецкой команды, стал показывать неплохие результаты, так, на домашнем чемпионате Европы в Оберхофе завоевал медали сразу в двух дисциплинах, серебряную в мужском одиночном разряде и золотую в программе смешанных команд, став чемпионом европейского первенства. Благодаря череде удачных выступлений удостоился права защищать честь страны на зимних Олимпийских играх в Нагано, где впоследствии финишировал двенадцатым.
В 2000 году Альберт выиграл серебро в зачёте смешанных команд на чемпионате Европы в Винтерберге, а после окончания всех кубковых этапов расположился в мировом рейтинге сильнейших саночников на третьей строке, соответственно, пополнив медальную коллекцию бронзовой наградой. Через год на чемпионате мира в канадском Калгари пришёл к финишу девятым среди одиночек и получил серебро за участие в состязаниях смешанных команд. Кубковый цикл окончил на четвёртом месте общего зачёта. Ездил соревноваться на Олимпийские игры 2002 года в Солт-Лейк-Сити, планировал побороться там за призовые места, но в конечном счёте показал лишь шестое время. Последними крупными международными стартами для него стали этапы Кубка мира сезона 2002/03, по итогам которых он оказался на седьмой позиции мирового рейтинга.
Конкуренция в сборной на тот момент сильно возросла, поэтому вскоре Карстен Альберт принял решение завершить карьеру профессионального спортсмена. После ухода из санного спорта продолжил работать электриком. Ныне вместе с семьёй проживает в родной Фридрихроде, увлекается моделированием и посвящает этому занятию всё свободное время.